# Sobasina solomonensis
Sobasina solomonensis là một loài nhện trong họ Salticidae.
Loài này thuộc chi Sobasina. Sobasina solomonensis được Fred R. Wanless miêu tả năm 1978.